# Bundesstraße 293
Pour les articles homonymes, voir Route 293.
La Bundesstraße 293 est une Bundesstraße du Land de Bade-Wurtemberg.

## Géographie
La Bundesstraße 293 commence à Heilbronn au croisement de la Bundesstraße 27 puis passe par Leingarten, Eppingen, Oberderdingen, Bretten et Walzbachtal jusqu'à Pfinztal-Berghausen, au croisement de la Bundesstraße 10.

## Trafic
Le tronçon entre Bretten et Pfinztal est fortement utilisé par les camions. En avril 2005, 13 000 camions au total ont roulé à Pfinztal, 1 200 camions par jour et 20 camions par heure la nuit.

## Histoire
Le contournement de Wössingen est achevé en 1978, suivi du contournement de Flehingen dans les années 1980 et du contournement de Zaisenhausen en 1989. La route entre ces deux emplacements est complètement déplacée vers une nouvelle route parallèle à la ligne du Kraichgau.
Depuis 1996, la route principale passe devant la ville d'Eppingen en un grand arc. Le contournement nord de Bretten-Gölshausen est mis en œuvre en 2003.

## Source
- (de) Cet article est partiellement ou en totalité issu de l’article de Wikipédia en allemand intitulé « Bundesstraße 293 » (voir la liste des auteurs).